# Cargolia pruna
Cargolia pruna är en fjärilsart som beskrevs av Paul Dognin 1892. Cargolia pruna ingår i släktet Cargolia och familjen mätare. Inga underarter finns listade i Catalogue of Life.